# Josef Vojta
Josef Vojta (Plzeň, 19 aprile 1935 – 6 marzo 2023) è stato un calciatore cecoslovacco, di ruolo centrocampista.

## Biografia
Con la Nazionale cecoslovacca ottenne la medaglia d'argento ai Giochi olimpici del 1964.
Josef Vojta è morto nel 2023.